# 榊原良子
榊原良子（日语：／ Sakakibara Yoshiko，1956年5月31日—），日本女性配音員、演員、旁白。出身於千葉縣柏市。身高158cm。B型血。

## 簡介
本名相同。現為自由身，以前經歷Production baobab、東京俳優生活協同組合（簡稱俳協）、Combination（2017年11月1日離所）。桐朋女子中學校·高等學校、桐朋學園藝術短期大學畢業。

## 來歷
小學時期開始對芝居產生興趣，國、高中時期參加過話劇社，大學時期就進演劇科系學習。據榊原本人接受專訪時表示，她在接演了各種舞台戲劇的時候，有配音員率團當時成立了新的經紀公司，接受舞台戲劇表演者清水鞠的丈夫、也是後來榊原的恩師的邀請。之後榊原更收到經紀公司社長和配音業界前輩的邀請之下，全面投入配音業界。
1981年，榊原以電視動畫《六神合體》（聲演芙蘿蕾）在配音業界出道。
榊原除了從事動畫的配音之外，大多從事新聞節目的旁白解說工作，特別是由朝日電視台播出的《NEWS STATION》是她擔任主要旁白解說超過10年的節目。
2015年，榊原在朝日放送播出、東映動畫製作的電視動畫《Go！Princess 光之美少女》擔任過反派組織首領迪斯比婭的配音，而這也是她自從1995年的《美少女戰士SuperS》擔任反派組織首領妮赫蕾妮亞的配音以來，第2次在朝日電視網播出、東映動畫製作的魔法少女動畫中聲演反派的作品。
2017年1月9日，榊原在朝日電視台播放的節目《200位人氣聲優認真票選！聲優總選舉3小時SP》的排名中得到第17名。
2021年2月16日，獲得第15屆聲優Award高橋和枝獎。

## 人物、特色
父親是國家公務員。據本人表示，為海外電影《殉情記》主役演員奧莉花·荷西進行日語配音是榊原自身印象最深刻的配音作品。她認為，能夠在學生時期做些當時根本無法做的事情，對自己來說是最好的回憶。還有，負責茱麗葉一角日語配音的音響監督斯波重治聽了榊原的聲音之後，進而邀請她參演《福星小子：愛星球之戀》和《風之谷》，從此之後，她幫「強悍型女性」的配音機會增加。
榊原的聲線低沉，時常演出成熟女性或反派角色，年輕時也曾配過女主角但為數不多，還包含喜劇角色等等。1982年，榊原配音生涯的第一部電影動畫《SPACE ADVENTURE COBRA》主演時，跟母親2人一起收看這部動畫電影之後，母親對她說「藤田淑子的配音表現非常不錯，妳的話還要再接再厲」。
在鋼彈系列中，榊原雖然以哈曼·坎恩這位要角而成名，儘管她的表現初出茅廬，但總導演富野由悠季卻對她不斷做出下跪之後連手帶腳地指導、指摘她並叫她重來等等讓她覺得很可怕的行為。此外，在她的話題中很討厭談到作品之中「庸俗」的名台詞，這是因為每當我說一句「庸俗」相關台詞的時候會有內疚感。
一方面從《機動警察》動畫系列聲演主要角色南雲忍以來，經常參加導演押井守執導的作品，並有好幾次擔任重要的角色，如押井擔任原作、編劇的廣播劇「押井守劇場 地獄看門犬鋼鐵的獵犬」裡聲演主角。及《攻殼機動隊》的部分重製版「攻殻機動隊2.0」裡替代首映版由家弓家正聲演的傀儡木偶。另一方面，漫畫家高橋留美子原作改編動畫《福星小子》、《相聚一刻》、《犬夜叉》等作品的配音她都有參加，包含高橋擔任人物原案的《機動新撰組 萌之劍》中聲演阿涼。
興趣：家庭菜園、書法、料理。

## 演出
粗體字表示主要角色。

### 電視動畫
1980年
- 凡爾賽玫瑰（侍女）

1981年
- 福星小子 (1981年版)（狐狸可樂餅的阿銀、女王陛下、魑魅亭的阿玉、口蝦蛄貝的入江的美女）
- 六神合體雷霆王（芙蘿蕾）

1982年
- 猿飛小忍者（日语：さすがの猿飛）（疾風、冬子）
- SPACE COBRA（亞美女／Lady Armaroid[15]）

1983年
- 未來警察浦島人（約瑟芬·坎茲伯格）
- 貓眼三姐妹（淺谷光子）

1984年
- 玻璃假面 (1984年版)
- 太古巨魔神（日语：ゴッドマジンガー）（艾拉·穆）
- 大自然的魔獸巴奇（村莊女性）
- 超力機器人 卡拉特（日语：超力ロボ ガラット）（相撲姊妹）
- 請多指教跑車郎中（日语：よろしくメカドック）（麻美）

1985年
- 機動戰士Z鋼彈（哈曼·坎恩、瑪雅·法拉歐）
- 莎拉公主（佩琪的母親）
- 搞怪拍檔（菲爾）

1986年
- 宇宙船人馬座（日语：宇宙船サジタリウス）（帕拉諾亞[16]、海倫·特洛陽尼）
- 機動戰士鋼彈ZZ（哈曼·坎恩[17]）
- 相聚一刻（彩子）

1987年
- 超能力魔美（佐倉菜穗子）
- 橙路（川圓的母親、牙醫）
- 淑女小琳!!（日语：レディ!!#レディレディ!!）（布萊頓夫人[18]）

1988年
- 城市獵人2（立木小百合）
- 小公子西迪（哈里斯夫人）

1989年
- 偶像英里子傳說（朝霧良子）
- 機動警察（南雲忍（日语：機動警察パトレイバーの登場人物#特車二課 第一小隊））
- 昆蟲物語 孤兒哈奇 (重製版)（女王）
- 麵包超人（〈初代〉）

1990年
- 偶像天使陽子（松島啓子）
- 寶馬神童（日语：青いブリンク）（渡し守）
- 長腿叔叔（帕特森夫人）

1991年
- 快樂的嚕嚕米一家（艾蓮）
- 崔普一家物語（蘿拉修女）
- （芙蘿拉的學姊）

1994年
- BLUE SEED（松平梓）

1995年
- 夢幻遊戲（少華）
- 美少女戰士SuperS（妮赫蕾妮亞）

1996年
- 玩偶遊戲（蜜雪兒·哈米爾頓）
- 逮捕令（木下薰子）
- 聖天空戰記（瓦莉耶·法尼爾）
- 美少女戰士Sailor Stars（妮赫蕾妮亞）

1997年
- CLAMP學園偵探團（卡薩布蘭卡）
- 科學情人（山川的母親）

1998年
- 女棒甲子園（冰室桂子[19]）
- 夢幻拉拉（篠原真實子）
- 名偵探柯南（津久茂和美）

1999年
- 週刊故事樂園（日语：週刊ストーリーランド）「被季節淘汰的聖誕節」（母親）

2000年
- Ghiblies（由佳里大人）

2001年
- Z.O.E Dolores, i（日语：Z.O.E Dolores, i）（瑞秋·林克斯[20]）
- 逮捕令 SECOND SEASON（木下薰子）
- HELLSING（因特古拉·范布魯克·溫格慈·赫爾辛格[21]）

2002年
- 天地無用！GXP（柾木美砂樹）

2003年
- 聖槍修女（凱特修女[22]）
- SPACE PIRATE CAPTAIN HERLOCK（日语：SPACE PIRATE CAPTAIN HERLOCK）（月之女王）

2004年
- 攻殼機動隊 S.A.C. 2nd GIG（茅葺總理〈茅葺洋子〉）

2005年
- 機動新撰組 萌之劍 TV（阿涼）
- 藍色潮痕（日语：タイドライン・ブルー）（葵[23]）

2007年
- Keroro軍曹（西澤桃華的母親〈西澤櫻華〉）

2009年
- 犬夜叉 完结篇（殺生丸的母親）
- KIDDY GiRL-AND（亞妮絲）

2010年
- 學園默示錄 HIGHSCHOOL OF THE DEAD（高城百合子）
- COBRA THE ANIMATION（亞美女／Lady Armaroid）

2011年
- X戰警 (2011年動畫)（日语：エックスメン (2011年のアニメ)）（佐佐木結衣）
- 日常（第15話預告旁白）

2012年
- 來自新世界（朝比奈富子）（朝比奈富子）
- 聖鬥士星矢Ω（梅蒂亞）
- PSYCHO-PASS（禾生壌宗）

2014年
- 惡魔的謎語（百合目一）
- 靈裝戰士（月光·月詠）
- PSYCHO-PASS 2（禾生壤宗）
- 晨曦公主（祈莞船長）

2015年
- 艦隊Collection -艦Colle-（旁白、飛行場姬、中間棲姬）
- GANGSTA.（吉娜·帕可麗[24]）
- Go！Princess 光之美少女（迪斯比婭[25]）

2016年
- 少年女僕（鷹取一砂[26]）
- 啟航吧！編舟計畫（佐佐木薰[27]）

2017年
- 來自「没有榮耀的天才們」的故事（日语：栄光なき天才たち）（旁白[28][29]）
- 從零開始的魔法書（索雷娜）

2018年
- 妖精森林的小不點（綠尾老）
- 邪神與廚二病少女（電視旁白）
- RErideD -穿越時空的德理達-（瑪蓮娜）

2019年
- PSYCHO-PASS 3（細呂木晴海）
- ACTORS -Songs Connection-（日语：ACTORS#テレビアニメ）（CEO）

2020年
- 索瑪麗與森林之神（伊佐達）
- 全員惡玉（BOSS[30]）
- 神奇柑仔店（よどみ）

2021年
- 賽馬娘 Pretty Derby Season 2（祖母）
- 半妖的夜叉姬（殺生丸的母親）
- 死神少爺與黑女僕（旁白）

2023年
- 狩火之王（旁白[31]）
- 魔王學院的不適任者～史上最強的魔王始祖，轉生就讀子孫們的學校～ II（大戰樹木米凱羅諾夫）
- 咒術迴戰 第2期（旁白）

2024年
- 狩火之王（第2期）（旁白[32]）

2025年
- 我和班上最討厭的女生結婚了。（北条麗子）
- 直至魔女消逝（浮士德[33]）
- 末日後酒店（穆吉娜[34]）
- LAZARUS 拉撒路（[35]）

### 電影動畫
1982年
- SPACE ADVENTURE COBRA（亞美女／Lady Armaroid[36]）

1983年
- 福星小子：愛星球之戀（日语：うる星やつら オンリー・ユー）（艾爾）

1984年
- 風之谷（庫夏娜[37]）

1986年
- GREY Digital Target（日语：GREY）（羅阿羅）
- The Humanoid 悲傷星球萊薩莉亞（日语：ザ・ヒューマノイド 哀の惑星レザリア）（安特瓦涅特）

1987年
- （抜刀惠）

1988年
- 超能力魔美：星空上的跳舞娃娃（佐倉魔美的媽媽〈佐倉菜穗子〉）
- 機動戰士鋼彈 逆襲的夏亞（娜依·米蓋爾（日语：機動戦士ガンダム 逆襲のシャアの登場人物#ナナイ・ミゲル）[38]）
- 機動戰士SD鋼彈（日语：機動戦士SDガンダム）（哈曼·坎恩）
- 相聚一刻 完結篇（黑木小夜子）

1989年
- SD戰國傳 暴終空城之章（玖邊麗）
- 機動警察 the Movie（日语：機動警察パトレイバー the Movie）（南雲忍（日语：機動警察パトレイバーの登場人物#特車二課 第一小隊））
- 機動戰士SD鋼彈：逆襲狂風暴雨的學園祭（哈曼·坎恩）

1990年
- 麵包超人：細菌人大反攻（日语：それいけ!アンパンマン ばいきんまんの逆襲）（火）

1991年
- 月光耳環 銀玫瑰騎士團（日语：ユメミと銀のバラ騎士団）（冷泉寺貴緒）

1992年
- 機動戰士鋼彈0083：吉翁的殘光（哈曼·坎恩）

1993年
- 機動警察2 the Movie（日语：機動警察パトレイバー 2 the Movie）（南雲忍）

1996年
- 銀河鐵道999：永恒幻想（海爾瑪莎利亞）

1998年
- 機動戰士鋼彈 第08MS小隊 米拉的報告書（トップ）

1999年
- 逮捕令 the MOVIE（木下薰子）
- 劇場版 數碼寶貝大冒險（八神太一的母親〈八神裕子〉）

2000年
- Ghiblies（由佳里小姐）

2001年
- BLUE REMAINS（梅莎米克）

2002年
- 機動警察迷你版（日语：ミニパト）（南雲忍）[注 1]

2004年
- 攻殼機動隊2 INNOCENCE（哈樂葳驗屍官）

2005年
- 劇場版 機動戰士Z鋼彈II：A New Translation -戀人們-（哈曼·坎恩）
- 名偵探柯南：水平線上的陰謀（秋吉美波子[39]）

2006年
- 劇場版 機動戰士Z鋼彈III：A New Translation -星之鼓動是愛-（哈曼·坎恩）
- 立食師列傳（日语：立喰師列伝）（榊原芳子）

2008年
- 攻殼機動隊2.0（傀儡師）
- 空中殺手 The Sky Crawlers（笹倉永久）

2009年
- 劇場版 交響詩篇艾蕾卡7：口袋裏的彩虹（老年的安妮莫奈）

2010年
- 昆蟲物語 孤兒哈奇 ～勇氣的旋律～（日语：昆虫物語 みつばちハッチ〜勇気のメロディ〜）（雀蜂女王、彭巧的媽媽、部蘭卡的媽媽）

2012年
- 花之詩女 GOTHICMADE（旁白[40]）

2015年
- 劇場版 PSYCHO-PASS（禾生壌宗）
- 和諧（奧斯卡·史陶芬堡[41]）
- 名偵探柯南：業火的向日葵（圭子·安德森[42]）

2025年
- 劇場版物怪 第二章 火鼠（水光院[43]）

### OVA
1983年
- DALLOS（日语：ダロス）（梅琳達·哈斯特）

1985年
- 戰區88（安田妙子）
- 輕井澤症候群（日语：軽井沢シンドローム）（松沼薰）
- GREED（日语：GREED）（米莫·柯泰爾）
- VAMPIRE HUNTER D（蛇女）

1986年
- 乳霜檸檬4 POP CHASER（里緒）
- 閃耀之心 到達不了銀河系（日语：トゥインクルハート 銀河系までとどかない）（塞西莉安）
- 無限地帶23 PARTII 要·保·密·喔（玲奈）

1987年
- 風與木之詩 三聖頌（羅斯馬林）
- 超獸機神斷空我 GOD BLESS DANCOUGA（敷島麗美）
- 吹泡糖危機（西莉雅·史汀古尼）
- BUBBLEGUM CRASH！（西莉雅·史汀古尼）
- 黑色魔法M-66（日语：ブラックマジック M-66）（西貝爾）
- LILY-C.A.T.（日语：LILY-C.A.T.）（凱洛琳小姐）

1988年
- 網球甜心2（龍崎麗香[44]）
- 機動警察 (前期OVA版)（南雲忍）
- 哭泣殺神（巴格那克）

1989年
- 網球甜心 Final Stage（龍崎麗香）
- 機動戰士鋼彈0080 口袋裡的戰爭（老師[45]、女）
- 銀河英雄傳說（菲列特利加·格林希爾[46]）
- （塔妮雅少佐）
- 妙齡女大亨（日语：クレオパトラD.C.）（神秘女性）
- 沙羅曼蛇（史蒂芬妮的母親）

1990年
- 星座宮神話（日语：アリーズ）（海拉／堤麻彌子）
- 暗黑神傳承 武神（日语：暗黒神伝承 武神）（小夜子）
- SD鋼彈外傳III 阿爾嘉斯騎士團（侍女哈曼、咒語師丘貝雷／美杜莎丘貝雷）
- 機動戰士SD鋼彈 MARK-III（日语：機動戦士SDガンダム）（哈曼·坎恩、玖邊麗）
- 機動戰士SD鋼彈 MARK-V（丘貝雷）
- 永井豪的Q版世界（賽蓮）
- 電腦都市OEDO808（日语：電脳都市OEDO808）（莎拉）
- 惡魔人 妖鳥死麗濡篇（賽蓮）
- 羅德斯島戰記（卡拉、蕾莉亞）

1991年
- INFERIUS惑星戰史外傳 CONDITION GREEN（日语：インフェリウス惑星戦史外伝 CONDITION GREEN）（波拉·普雷利）
- 機動戰士鋼彈0083：Stardust Memory（哈曼·坎恩）
- 橙路 (第3期)：口紅留言（鮎川圓的母親）
- 聖傳 -RG VEDA-（迦樓羅王）
- 忍者龍劍傳（莎拉）

1992年
- 亂跑大戰！基因組獎盃（日语：スクランブル・ウォーズ 突走れ!ゲノムトロフィーラリー）（西莉雅·史汀古尼）
- 天地無用！魎皇鬼（美砂樹）

1993年
- 超時空世紀歐卡斯02（米蘭）
- 難波金融傳 南街的帝王（日语：難波金融伝・ミナミの帝王#OVA（アニメ）版）（牧子）

1995年
- 黃金小子（小暮女）

1996年
- 機動戰士鋼彈 第08MS小隊（トップ）
- 特務戰隊Shinesman（日语：特務戦隊シャインズマン）（榊原京子）
- BLUE SEED2（松平梓）

1998年
- 特勤機甲隊·計劃α（戴寶拉·休斯）

1999年
- 太陽之船（日语：太陽の船 ソルビアンカ）（菲布）

2001年
- Z.O.E 2167 IDOLO（日语：Z.O.E 2167 IDOLO）（瑞秋·林克斯）

2003年
- 機動新撰組 萌之劍（阿涼）

2006年
- 攻殼機動隊 S.A.C. Solid State Society（茅葺首相）
- HELLSING（因特古拉·范布魯克·溫格慈·赫爾辛格）

2008年
- COBRA THE ANIMATION（亞美女／Lady Armaroid[47]）

2009年
- DARKER THAN BLACK -黑之契約者- 外傳（光）

2011年
- 超自然檔案：THE ANIMATION（美女〈阿薩謝爾〉）

### 網路動畫
2014年
- Bonjour♪ 戀味點心學園（皆川撫子）

### 遊戲
1991年
- 電腦都市OEDO808 獸之屬性（日语：電脳都市OEDO808#ゲーム）（不破沙織）

1992年
- 夢幻戰士（瓦莉雅）
- 羅德斯島戰記（卡拉）[注 2]

1994年
- 羅德斯島戰記 英雄戰爭（卡拉）

1995年
- 3×3EYES ～吸精公主～（蘭妃）

1996年
- 月花霧幻譚 ～TORICO～（日语：月花霧幻譚〜TORICO〜）（漢娜）
- GOTHA II 天空騎士（沃莉絲）
- 3×3EYES ～吸精公主～ S（蘭妃）
- 少女之夢（日语：ヒロイン・ドリーム）（鈴無響子）

1997年
- SD鋼彈 GCENTURY（哈曼·坎恩、瑪雅·法拉歐）
- 機動戰士Z鋼彈（瑪雅·法拉歐）
- 機動戰士Z鋼彈 前篇 Z的鼓動（瑪雅·法拉歐）
- 機動戰士Z鋼彈 後篇 在宇宙中馳騁（哈曼·坎恩、瑪雅·法拉歐）
- 銀河英雄傳說（日语：銀河英雄伝説 (ゲーム)）（菲列特利加·格林希爾）
- 超級機器人大戰F（哈曼·坎恩）
- BS火焰之纹章 阿卡內亞戰記 第2話 紅龍騎士（彌涅耳瓦／龍騎士）
- BS火焰之纹章 阿卡內亞戰記 第3話 正義的盗賊集團（瑪莉絲／傭兵）
- 韋爾德塞爾瓦戰記（日语：ベルデセルバ戦記）（阿哈德·卡非）

1998年
- EVE The Lost One（日语：EVE The Lost One）（工藤桂子）
- SD鋼彈 G世代（哈曼·坎恩、瑪雅·法拉歐）
- SD鋼彈 GCENTURY S（哈曼·坎恩、瑪雅·法拉歐）
- 機動戰士鋼彈 逆襲的夏亞（娜奈·米格爾）
- 機動戰士鋼彈 基連的野望（日语：機動戦士ガンダム ギレンの野望）（庫絲可·艾爾）
- 櫻花大戰2 ～願君平安～（蘇麗妲·織姬的母親〈卡麗諾·蘇麗妲〉）
- 超級機器人大戰F完結篇（哈曼·坎恩、瑪雅·法拉歐）

1999年
- SD鋼彈 G世代-ZERO（哈曼·坎恩、瑪雅·法拉歐、娜奈·米格爾、庫絲可·艾爾）
- 北方戀曲 ～White Illumination～（椎名薫）
- 北方戀曲 ～Photo Memories～（椎名薰）
- Captain Love（日语：キャプテン・ラヴ）（永堀佳美）
- 超級機器人大戰完全版（哈曼·坎恩、瑪雅·法拉歐、娜奈·米格爾）
- D之食卓2（Lucy）

2000年
- SD鋼彈 G世代-F（哈曼·坎恩、瑪雅·法拉歐）
- 機動戰士鋼彈 基連的野望 吉翁的系譜（哈曼·坎恩、瑪雅·法拉歐、庫絲可·艾爾）
- THE LOST ONE Last chapter of EVE（工藤桂子）
- 超級機器人大戰α（哈曼·坎恩、瑪雅·法拉歐）

2001年
- SD鋼彈 G世代-F.I.F（哈曼·坎恩、瑪雅·法拉歐）
- 機動戰士Z鋼彈 Typing Zeta（哈曼·坎恩、瑪雅·法拉歐）
- COBRA 魂打（亞美女／Lady Armaroid）
- 超級機器人大戰α外傳（瑪雅·法拉歐）

2002年
- 機戰傭兵3（日语：アーマード・コア3）（偉大代表者）
- SD鋼彈 G世代-NEO（哈曼·坎恩、瑪雅·法拉歐）
- 機動新撰組 萌之劍（阿良）
- 機動戰士鋼彈 基連的野望 吉翁獨立戰爭記（日语：機動戦士ガンダム ギレンの野望 ジオン独立戦争記）（哈曼·坎恩、庫絲可·艾爾）
- 機動戰士鋼彈戰記 Lost War Chronicles（トップ）
- 超級機器人大戰IMPACT（日语：スーパーロボット大戦IMPACT）（哈曼·坎恩、娜奈·米格爾）
- 太空第5 頻道2（日语：スペースチャンネル5#スペースチャンネル5 パート2）（帕茵、德克薩斯）
- 命運傳奇2（艾露蓮）
- 劍芒羅曼史II -尋找銀色彩虹-（日语：ロマンスは剣の輝きII）（蕾卡）

2003年
- 機動戰士Z鋼彈 幽谷 vs. 迪坦斯（日语：機動戦士Ζガンダム エゥーゴvs.ティターンズ）（哈曼·坎恩、瑪雅·法拉歐）
- 第2次超級機器人大戰α（哈曼·坎恩、娜奈·米格爾）

2004年
- SD鋼彈 G世代-SEED（哈曼·坎恩、瑪雅·法拉歐）
- 機動戰士鋼彈 鋼彈 vs. Z鋼彈（日语：機動戦士ガンダム ガンダムvs.Ζガンダム）（哈曼·坎恩、瑪雅·法拉歐）
- 機動戰士Z鋼彈 幽谷 vs. 迪坦斯DX（日语：機動戦士Ζガンダム エゥーゴvs.ティターンズDX）（哈曼·坎恩、瑪雅·法拉歐）
- 真名法典（日语：マグナカルタ (ゲーム)）（拉德麗奴·米莉雅·歐文）

2005年
- COBRA THE ARCADE（日语：コブラ・ザ・アーケード）（亞美女）
- （波莉絲）
- 時空幻境 魔幻迷宮3（日语：テイルズ オブ ザ ワールド なりきりダンジョン3）

2006年
- SD鋼彈 G世代 PORTABLE（哈曼·坎恩、瑪雅·法拉歐、娜奈·米格爾）
- 機動戰士鋼彈 CLIMAX U.C.（哈曼·坎恩、娜奈·米格爾）
- 式神之城III（日语：式神の城）（自由風人）
- 天下人（日语：天下人 (ゲーム)）（淀大人）
- 最終幻想XII（维埃拉之長：尤特）

2007年
- ASH -ARCHAIC SEALED HEAT-（艾絲辛女王）
- SD鋼彈 G世代 SPIRITS（哈曼·坎恩、娜奈·米格爾）
- 鋼彈激鬥年代記（哈曼·坎恩）
- 鋼彈無雙（哈曼·坎恩）
- 機動劇團哈囉鋼彈麻將＋Z 還有這對你來說是不是太簡單了呢！（日语：機動劇団はろ一座）（哈曼·坎恩）

2008年
- 鋼彈激鬥宇宙（日语：ガンダムバトルユニバース）（哈曼·坎恩）
- 鋼彈無雙2（哈曼·坎恩）
- Crysis Warhead（艾默森中佐）
- 幻想水滸傳 黃道之輪（日语：幻想水滸伝ティアクライス）（蒂雅朵拉）
- 白騎士物語（馴龍專家）
- 超級機器人大戰Z（哈曼·坎恩）

2009年
- SD鋼彈 G世代 WARS（哈曼·坎恩、娜奈·米格爾）
- 機動戰士鋼彈 鋼彈vs.鋼彈NEXT（日语：機動戦士ガンダム ガンダムVS.ガンダムNEXT）（哈曼·坎恩）

2010年
- 鋼彈突擊求生戰（日语：ガンダムアサルトサヴァイブ）（哈曼·坎恩）
- 鋼彈無雙3（哈曼·坎恩）
- 機動戰士鋼彈 極限vs.（日语：機動戦士ガンダム エクストリームバーサス）（哈曼·坎恩）

2011年
- SD鋼彈 G世代 WORLD（哈曼·坎恩、娜奈·米格爾）
- SD鋼彈 G世代 3D（哈曼·坎恩、娜奈·米格爾）
- 機動戰士鋼彈 新基連的野望（日语：機動戦士ガンダム 新ギレンの野望）（哈曼·坎恩、娜奈·米格爾、庫絲可·艾爾）

2012年
- 機動戰士鋼彈 極限vs.火力全開（日语：機動戦士ガンダム エクストリームバーサス フルブースト）（哈曼·坎恩）
- 極限逃脫ADV 好人不長命（黑衣女性）
- 時空幻境 英雄傳奇（日语：テイルズ オブ ザ ヒーローズ ツインブレイヴ）（艾露蓮[48]）
- Dragon Age II（騎士團長梅瑞德斯）
- 夢幻之星Online2（角色追加配音3、希爾達·洛·卡美茲）

2013年
- Splinter Cell Blacklist（派翠西亞·柯德威爾[49]）
- 魔法與科學的群奏活劇（日语：とある魔術の禁書目録 (ゲーム)）（[50]）

2014年
- 機動戰士鋼彈 極限vs.全力爆發（日语：機動戦士ガンダム エクストリームバーサス マキシブースト）（哈曼·坎恩）
- 第3次超級機器人大戰Z 時獄篇（哈曼·坎恩）

2015年
- Shooting Girl（校長[51]）
- 第3次超級機器人大戰Z 天獄篇（哈曼·坎恩）
- 惡魔求生者2 BREAK RECORD（日语：デビルサバイバー2#デビルサバイバー2 ブレイクレコード）（波拉里斯）

2016年
- SD鋼彈 G世代 GENESIS（哈曼·坎恩）
- OVERWATCH 鬥陣特攻（安娜·艾瑪莉[52]）

2017年
- 火焰之纹章 回聲 另一位英雄王（米拉[53]）

2018年
- 闇影詩章（黑之女王瑪格納斯）
- 超級機器人大戰X-Ω（日语：スーパーロボット大戦X-Ω）（哈曼·坎恩）

2019年
- 超級機器人大戰T（哈曼·坎恩）
- 時空幻境 鏡光傳奇|テイルズ オブ ザ レイズ|時空幻境 鏡光傳奇 Fairies Requiem}}（艾露蓮）
- 超級機器人大戰DD（死麗濡）
- 邊緣禁地3（奧蕾莉亞[54]）
- 勇者鬥惡龍X 荊棘巫女與毀滅之神 Online（維蕾莉亞）

2020年
- 火焰之紋章 英雄（米拉）

### 廣播劇CD
- 星座宮神話（日语：アリーズ）（赫拉）
- 引魂師（日语：カミヨミ）（日明蘭）
- G奇幻漫畫CD精選 火焰之紋章 暗黑龍與光之劍（彌涅耳瓦）
- 火焰之紋章 回聲 另一位英雄王 廣播劇CD 異國之空 黎明之森（教母）
- 上海妖魔鬼怪（日语：上海妖魔鬼怪）（九尾社長）
- 寄生前夜（伊芙）
- 晨曦公主（祈莞船長）
- 春江月花嫁曲（日语：きらきら馨る）（宰相局）
- 月光耳環 銀之彌賽亞（日语：ユメミと銀のバラ騎士団）（冷泉寺貴緒）

### 外語配音

#### 演員
派翠西婭·克拉克森
- 愛情停看聽（英语：Learning to Drive (film)）（溫蒂·希爾茲）
- 移動迷宮系列（艾娃·佩吉）
  - 移動迷宮
  - 移動迷宮：焦土試煉

#### 電影
- 朝九晚五（洛茲·鎧斯〈伊莉沙白·威森（英语：Elizabeth Wilson）〉）
- 航爆死亡角（英语：Airport '77） ※朝日電視台版。
- 異形（瓊·蘭伯特〈維羅妮卡·卡特萊特（英语：Veronica Cartwright）〉）※VHS&舊DVD版／（母親〈海倫·霍頓（英语：Helen Horton）〉）※LD版。
- 美國風情畫 ※富士電視台版。
- 動物屋（英语：Animal House）
- 二八佳人花公子（蘇珊·約翰遜〈吉爾·艾肯伯里〉）
- 邊緣日記（吉姆·卡羅（英语：Jim Carroll）的母親〈羅林·布蘭考〉）
- 海灘（英语：The Beach (film)）（薩爾〈蒂達·史雲頓〉）※日本電視台版。
- 聖經：創世紀（英语：The Bible: In the Beginning...）（伊娃）※LD版。
- 驚弓之鳥（英语：Bird on a Wire (film)）（瑞秋·瓦尼〈瓊·塞韋朗斯（英语：Joan Severance）〉）※影碟版。
- 煉獄（英语：The Burning (film)）（凱倫）※富士電視台版[注 3]。
- 火燒圓明園（東太后〈陳燁〉）※TBS版。
- 魔繭續集（英语：Cocoon: The Return）（薩拉〈柯特妮·考克斯〉）※VHS、DVD版。
- 黑街喋血（英语：Coogan's Bluff (film)）（林尼·雷文〈蒂莎·斯特林（英语：Tisha Sterling）〉）※日本電視台版[注 3]。
- 決戰雪山之巔峰（英语：Crackerjack (1994 film)）（凱緹亞·“K·C”·科茲洛夫斯卡〈娜妲莎·金斯基〉）
- 鱷魚先生系列（蘇·查爾頓〈琳達·柯兹羅斯基〉）※富士電視台版。
  - 鱷魚先生
  - 鱷魚先生2（英语：Crocodile Dundee II）
- DC擴展宇宙（希波呂忒女王〈康妮·尼爾森〉）
  - 正義聯盟[55]
  - 神力女超人[56]
- 象人（Ann Treves〈Hannah Gordon〉）※TBS版[注 3]。
- 碧血長天（Laurel Scott〈Katharine Ross〉）※TBS版。
- 海豚的故事（英语：Flipper (1996 film)）（凱西〈雀兒喜·菲爾德（英语：Chelsea Field）〉）
- 瘋狂終結者（安琪拉〈珍妮佛·貝爾〉）
- 十三號星期五2（英语：Friday the 13th Part 2）（金妮·菲爾德〈艾米·史蒂爾（英语：Amy Steel）〉）※日本電視台版。
- 十三號星期五3（英语：Friday the 13th Part III） ※富士電視台版。
- 地球交響曲（英语：Gaia Symphony）系列（旁白）
  - 地球交響曲3
  - 地球交響曲4
  - 地球交響曲5
- 巨人（Luz Benedict II世〈Carroll Baker〉）※朝日電視台版。
- 美女特工隊（英语：Guns (film)）（Donna Hamilton〈Dona Speir〉）※東京電視台版。
- 落霞征雁（英语：Hard Ticket to Hawaii）（Donna〈Dona Speir〉）
- 妙盜神偷（英语：Harry and Walter Go to New York）（Lissa Chestnut〈黛安·基頓〉）※電視播出版。
- 今夜你寂寞嗎（英语：Honeymoon in Vegas）（Betsy Nolan／Donna Korman〈莎拉·潔西卡·帕克〉）
- 凶煞魚怪（英语：Humanoids from the Deep）（卡洛·希爾〈辛蒂·溫特勞布〉）※TBS版。
- 地獄（Elise De Longvalle Adler〈Daria Nicolodi〉）※東京電視台版。
- 詹姆士·龐德系列
  - 詹姆士·龐德大戰金槍客（Saida）※TBS版。
  - 詹姆士·龐德：勇破海底城（圓木小屋的女性）※TBS舊錄製版。
  - 詹姆士·龐德：勇破爆炸黨（Magda〈Kristina Wayborn〉）※TBS版。
- 克藍瑪對克藍瑪 ※日本電視台版。
- 沙漠雄獅（英语：Lion of the Desert）
- 女鼓手（英语：The Little Drummer Girl (film)）（Charlie〈黛安·基頓〉）
- 生母養母的戰爭（Margaret Lewin〈潔西卡·蘭芝〉）
- 愛你、戀你、想你（英语：Love Affair (1994 film)）（Terry McKay〈安妮特·班寧〉）
- Avis de mistral／My Summer in Provence（Sophie）
- Mystery on Monster Island（日语：怪獣島の秘密）（梅格）※富士電視台版。
- 霹靂煞
- 九條命（英语：Nine Lives (2005 film)）（瑪姬〈格倫·克洛斯〉）
- 三不管地帶（英语：No Man's Land (1987 film)）（安·瓦里克〈拉臘·哈里斯（英语：Lara Harris）〉）※朝日電視台版。
- 絕不留情（英语：No Mercy (film)）（愛麗絲·柯林斯〈馬瑞塔·傑拉蒂（英语：Marita Geraghty）〉）
- 北海龍虎鬥（英语：North Sea Hijack） ※朝日電視台版。
- 絕地戰將（英语：On Deadly Ground）（Liles）※VHS、DVD版。
- 從前有個傻子特工（日语：ワンス・アポン・ア・スパイ）（佩奇·坦尼希爾〈瑪莉·路易絲·韋勒（英语：Mary Louise Weller）〉）
- 超越顛峰（英语：Over the Top (film)）（克里斯蒂娜·卡特勒〈蘇珊·布萊克利〉）※富士電視台版。
- 溫馨家族（英语：Parenthood (film)）（Susan〈Harley Jane Kozak〉）※VHS版。
- 愛國者遊戲（Annette〈Polly Walker〉）※富士電視台版。
- 災難水世界（英语：Piranha (1978 film)）（Laura Dickinson〈Melody Thomas Scott〉）※TBS版[注 4]。
- 超級大玩家（英语：The Player (film)）（Bonnie Sherow〈Cynthia Stevenson〉）※朝日電視台版。
- 警察故事（Selina方〈林青霞〉）※富士電視台版。
- A計劃續集（白影紅〈關之琳〉)※富士電視台版。
- 陽光普照（英语：Purple Noon）（瑪吉·杜瓦爾〈瑪麗亞·勒福雷（英语：Marie Laforêt）〉）※朝日電視台版。
- 狂犬病（英语：Rabid (film)）（Rose〈Marilyn Chambers〉）※東京電視台版[注 3]。
- 衝出地獄海（英语：Raise the Titanic (film)）（Dana Archibald〈Anne Archer〉）※富士電視台版。
- 殉情記（Juliet〈奧莉花·荷西〉）※富士電視台版。
- 薩爾瓦多 ※富士電視台版。
- 成功的祕密（克里斯蒂·威爾斯〈海倫·斯萊特（英语：Helen Slater）〉）※富士電視台版[注 5]。
- 特勤組（英语：The Sentinel (2006 film)）（珍妮佛）
- 槍神（英语：The Shootist）（塞雷普塔）※富士電視台版。
- 地下陪審團（英语：The Star Chamber）（Emily Hardin〈Sharon Gless 〉）※電視播出版[注 4]。
- 重振雄風（英语：Stealing Home）（凱蒂·錢德勒〈茱蒂·佛斯特〉）
- 鋼木蘭（英语：Steel Magnolias）（Annelle Dupuy Desoto〈戴露·漢娜〉）
- 超人II ※朝日電視台版。
- 熄燈號（英语：Taps (film)）
- 坦妮布麗（阿爾蒂里〈卡蘿拉·斯塔尼亞羅〉）※TBS版[注 6]。
- 親密關係（Patsy Clark〈Lisa Hart Carroll〉）※日本電視台版。
- 三十而立（英语：Thirtysomething）（Erin）
- 劍·花·煙雨·江南（纖纖）
- 洛城生死鬥（英语：To Live and Die in L.A. (film)）（Ruth Lanier〈Darlanne Fluegel〉）※TBS版。
- 你整我，我整你（Penelope Peaks〈Kristin Holby〉）※日本電視台版。
- 生殺大權（英语：Whose Life Is It Anyway? (film)）（Dr. Scott〈Christine Lahti〉）※電視播出版。
- 龍年（英语：Year of the Dragon (film)）（Tracy Tzu〈Ariane Koizumi〉）※TBS版。
- 生人迴避2（蘇珊·巴雷特〈奧雷塔·蓋伊〉）※TBS版[注 3]。

#### 電視影集
- 大偵探波洛（瑪麗·馬維爾、梅根·巴納德）
- 艾莉的異想世界 (第2季)（波斯特律師）
- 驚異傳奇（英语：Amazing Stories (1985 TV series)）（桑德拉·洛克（英语：Sondra Locke））
- 急診室的春天 (第4～11季)（伊莉莎白·科黛醫師〈阿莉克絲·金斯頓〉）
- 海豚的故事 (第2季)（英语：Flipper (1995 TV series)）（珍妮佛·道爾頓〈伊莉莎白·摩爾黑德（英语：Elizabeth Morehead）〉）
- 希爾街藍調（英语：Hill Street Blues）（喬伊斯·達文波特〈薇洛妮卡·哈梅爾（英语：Veronica Hamel）〉）
- 霹靂遊俠（第2季：阿米莉亞·克萊蒙 & 卡梅拉·克萊蒙〈黛博拉·艾利森〉、第3季：艾利·雷蒙德〈托尼·莫耶（英语：Tawny Moyer）〉）
- 盧·格蘭特（英语：Lou Grant）（比莉·紐曼〈琳達·凱爾西（英语：Linda Kelsey）〉）
- 百戰天龍（艾倫·黃）
- 地球百子（艾比·格里芬〈佩奇·圖爾科（英语：Paige Turco）〉）
- 荒野真情（英语：The Professionals (TV series)）
- 大榔頭
- 銀河飛龍（安娜、卡馬拉 等）
- 星艦奇航記：重返地球（博格女皇）
- 雙峰（雪莉）
- 超人力霸王葛雷（珍·艾可〈基雅·卡莉迪絲（英语：Gia Carides）〉）

#### 動畫
- 地球超人（布蘭特博士）
- 大力士（英语：Hercules (1998 TV series)）（涅墨西斯）
- 貓頭鷹守護神（尼拉〈海倫·美蘭〉）
- 查理布朗與史努比 (1981年版)（范蕾特）
- 辛普森一家（Melon）

#### 國產電影
- THE NEXT GENERATION PATLABOR 首都決戰（日语：THE NEXT GENERATION -パトレイバー-）（南雲忍（日语：機動警察パトレイバーの登場人物#特車二課 第一小隊）／日語配音〈澀谷亞希（日语：渋谷亜希） 飾演〉，押井守執導）

### 布偶劇
- 雷鳥神機隊系列（Min-min）※VHS版。
- 雷鳥神機隊 (1966年電影)
- 雷鳥神機隊6號

### 朗讀有聲書
- 銀河英雄傳說 尤里安·敏兹的伊謝爾倫日記（菲列特利加·格林希爾）

### 旁白
- NHK人間講座（日语：NHK人間講座）（1998諾貝爾獎·迎向21世紀的英知）
- NNN News真實時間（日语：NNN Newsリアルタイム）
- 下午○○盡情地電視（日语：午後は○○おもいッきりテレビ）（今天是什麼日子）
- NNN今日事件
- 神話動物們
- 知への旅（日语：知への旅）（馬塞爾·杜象 ～創造神秘的藝術家～）
- 中國絕景
- TELEMETRY（日语：テレメンタリー）
- NEWS STATION
- NNN NEWS PLUS 1（日语：NNNニュースプラス1）
- 花
- 在歐洲湖畔散步
- 課外活動 前輩歡迎（日语：課外授業 ようこそ先輩）

### 廣播節目
- 今晚也是小夜曲之夜（日语：今夜もセレナーデ）
- My Classic
- 神谷浩史、小野大輔的DearGirl ～Stories～（哈曼·坎恩黏土公仔的配音）

### 電視劇
- 向太陽怒吼！（日语：太陽にほえろ!）（1979年，日本電視台、東寶）－瀨戶年子
- 命運森林（日语：運命の森 (テレビドラマ)）（1994年，東海電視台、富士電視網）－旁白

### 電影
- 電影卡車野郎·故鄉特急便（日语：トラック野郎・故郷特急便）（1979年）－女服務生
- 二百三高地（1980年）
- 我的骨頭（2001年）－巡禮的媽媽們的配音

### 廣告
- KUREHA（日语：クレハ）·New（露面出演）
- （旁白）
- 交換卡片 GUNDAM WAR（哈曼·坎恩）
- （露面出演）
- （露面出演）
- 機動戰士鋼彈 鋼彈vs. Z鋼彈（日语：機動戦士ガンダム ガンダムvs.Ζガンダム）

### 其它
- 卡式錄音帶
  - GALL FORCE（日语：ガルフォース） Blue Heaven（派翠西婭·福克納）
  - 機動戰士鋼彈 逆襲的夏亞（梅絲塔·梅斯亞）
  - 機動戰士鋼彈ZZ（哈曼·坎恩）
  -  夢みる帝司に御用心}}（卡拉葳·伊方）
  - 羅德斯島戰記 命運的魔術師（卡拉、蕾莉亞）
  - 羅德斯島戰記 魔石的眩惑（卡拉、蕾莉亞）
- 錄影帶
  - 吹泡糖危機 HURRICANE LIVE 2033 Tinsel City Rhapsody
  - 吹泡糖危機 Bye2 Knight Sabers HOLIDAY in BALI
- 廣播劇
  - 押井守劇場 地獄看門犬鋼鐵的獵犬（日语：押井守シアター ケルベロス鋼鉄の猟犬）（瑪姬·史陶芬堡大尉）
  - 玻璃假面（姬川亞弓）
  - 最終幻想戰略版Advance（雷夢迪女王）
- 博物館
  - 鹿兒島市立科學館天象儀復活紀念節目「瑠璃色的訊息」（諾亞）
- 人偶劇
  - 兒童布偶劇場（日语：こどもにんぎょう劇場）
  - 「猴子的殿下」（旁白）
  - 「稻草富翁」（旁白、千金）
  - 「飛天羽衣（日语：天の羽衣）」（天女）
  - 「三年寢太郎」
  - 「動物城」
- WONDERLAND（日语：ワンダーランド (パチンコチェーン)）『WANDER AGENTS』系列（Agent Master）[57]
- Go！Princess 光之美少女音樂劇Show ！（迪絲比婭）
- Android
  - MAPLUS+（日语：エディア） MAPLUS資料庫[58]
- 發表！全鋼彈大投票（日语：発表!全ガンダム大投票）（2018年5月5日，NHK BS Premium）

## 腳註

## 外部連結
- 株式會社Combination所屬期間的聲優簡介 （日語）
- ANN Encyclopedia （页面存档备份，存于） （英文）
- （日語）－榊原良子的官方個人部落格。